# Intel 80286
Na Arquitetura de Computadores, o Intel 80286 foi um microprocessador lançado pela fabricante Intel em 1982, adotado em posteriormente no computador pessoal IBM PC-AT, inicialmente trabalhando com frequência entre 6 e 8 MHz (chegando a 20 MHz), trouxe além da velocidade, muitos avanços sobre o processador Intel 8088, entre os quais: 
- A utilização de palavras binárias de 16 bits tanto interna quanto externamente;
- Modos de operação (real e protegido)
- Acesso a até 16 MB de memória (através dos 24 bits de endereçamento)
- Multitarefa
- Memória virtual em disco
- Memória protegida

Este microprocessador não possuía a instrução para mudar do modo protegido para o modo real, o que acabou restringindo seu uso apenas como um 8088 mais rápido, não utilizando-se dos recursos adicionais disponíveis somente no modo protegido.

## História
Um microprocessador lançado pela fabricante norte-americana Intel em 1 de fevereiro de 1982, mas somente a partir de 1984 passou a ser utilizado pela empresa norte-americana IBM no computador pessoal IBM Personal Computer/AT (Advanced Technology).